# Томе Буклески
Томе Буклески — Маћули (1921-2018), учесник Народноослободилачке борбе и друштвено-политички радник СФР Југославије и СР Македоније. Од 29. априла 1984. до 26. априла 1985. године обављао је функцију председника Председништва СР Македоније.

## Биографија
Рођен је 21. октобра 1921. године у Кичеву. Члан Комунистичке партије Југославије је од 1940. године, када је и члан партијског поверенства у Кичеву. На почетку рата 1941. године, био је члан Војног комитета и комисије за село.
Од априла 1942. до 8. септембра 1943. године био је у затвору у Тирани. Након капитулације фашистичке Италије вратио се у Кичево и постао члан, а затим и секретар Среског комитета Комунистичке партије Македоније Кичево.
У октобру 1943. године прешао је на политички рад у јединице НОВ и ПО Македоније. Од новембра 1944. године је члан Бироа Другог обласног комитета КПМ у Битољу, а након рата члан и секретар Градског комитета КПМ Скопље и секретар Среског комитета СКМ Охрид.
Обављао је многе одговорне дужности:
- посланик у Савезном извршном већу и председник савезног одбора за народну одбрану
- председник Матице исељеника Македоније од 1960. до 1974. године
- члан Централног комитета Савеза комуниста Македоније
- члан Извршног комитета, односно Председништва Савеза комуниста Македоније
- члан Председништва СР Македоније
- председник Председништва СР Македоније од 29. априла 1984. до 26. априла 1985. године

Умро је 2018. године.
Носилац је Партизанске споменице 1941. и других одликовања.